# Mediterrane bossen van Cyprus
De mediterrane bossen van Cyprus (Engels: Cyprus Mediterranean forests) vormen een ecoregio die het eiland Cyprus omvat. Het eiland heeft een mediterraan klimaat en de ecoregio is onderdeel van de WNF-bioom mediterrane bossen, bosland en struwelen. 

## Geografie
Cyprus ligt in het oosten van de Middellandse Zee. Het is het op twee na grootste eiland in de Middellandse Zee met een oppervlakte van 9.251 km².
Het Troödosgebergte ligt in het zuidwesten van het eiland en de Olympus (ook bekend als Chionistra), de hoogste top van Cyprus, bereikt een hoogte van 1.952 meter. Het lagere Kyreniagebergte (ook bekend als Pentadaktylosgebergte) loopt oostelijk en westelijk langs de noordoostkust van het eiland. Het laagland van Mesaoria ligt in het centrale deel van het eiland tussen de twee gebergten.

## Flora
De verschillende topografie en bodems van het eiland ondersteunen diverse plantengemeenschappen, waaronder bergnaald- en loofbossen, open bossen, graslanden, hoge struikgebieden (maquis) en lage struikgebieden (garrigue of phrygana).
Er zijn 1750 inheemse plantensoorten op het eiland, waarvan er 128 endemisch zijn. De endemische soorten zijn geconcentreerd in het Troödosgebergte (87 soorten), het Kyreniagebergte (57 soorten) en het schiereiland Akamas (35 soorten).
Twee bedreigde endemische bomen, de cyprusceder (Cedrus libani var. brevifolia) en de gouden eik (Quercus alnifolia), komen alleen voor in het Troödosgebergte.
Andere endemische soorten zijn geofyten zoals Scilla lochiae, Crocus cyprius, Crocus veneris, Cyclamen cyprium, Gagea juliae en Tulipa cypria, en aromatische kruiden zoals Nepeta italica subsp. troodi, Origanum cordifolium, Salvia willeana, Teucrium cyprium, Teucrium micropodioides, en Thymus integer.

## Fauna
Op het eiland leven 36 soorten zoogdieren, 26 soorten amfibieën en reptielen en 397 soorten vogels. De Cypriotische moeflon (Ovis gmelinii ophion), een ondersoort van wilde schapen, is endemisch voor het eiland. De Cyprusgrasmus (Curruca melanothorax) en de Cyprustapuit (Oenanthe cypriaca) broeden alleen op Cyprus.
Twee zeeschildpadden, de groene zeeschildpad (Chelona mydas) en de onechte karetschildpad (Caretta caretta), en de bedreigde mediterrane monniksrob (Monachus monachus) broeden aan de kust van Cyprus.

### Uitgestorven fauna
De uitgestorven Cypriotische dwergolifant (Elephas cypriotes) en het Cyprusdwergnijlpaard (Hippopotamus minor) leefden ooit op Cyprus. Beide soorten zijn voorbeelden van insulaire dwergvorming. De grotschuilplaats in Aetokremnos bevat overblijfselen van dwergnijlpaarden en -olifanten die ongeveer 11.500 tot 12.000 jaar geleden door mensen werden afgeslacht.

## Beschermde gebieden
752,26 km² van het landoppervlak van het eiland is beschermd. Tot de beschermde gebieden in de Republiek Cyprus behoren zeven natuurreservaten, elf nationale bosparken, dertien permanente wildreservaten en één schildpaddenbroedstrand (Lara-Toxeftra, 1,01 km²). De natuurreservaten zijn Chionistra (0,99 km²), Drys Tis Lanias, Kyros Potamos (0,23 km²), Livadhi Tou Pasha (0,26 km²), Madari (11,37 km²), Pikromiloudhi (0,95 km²), en Tripylos - Mavroi Kremmoi (33,31 km²). De nationale bosparken zijn Akamas (76,62 km²), Athalassa (8,71 km²), Ayios Nikadros (0,26 km²), Kaap Greco (5,0 km²), Pedagogiki Akademia (0,45 km²), Petra Tou Romiou (3,51 km²), Polemidia (1,27 km²), Potamos Liopetriou (0,88 km²), en Troodos (90,62 km²).
In 2015 werd Troodos UNESCO Global Geopark opgericht in het Troödosgebergte, met een oppervlakte van 1149,8 km². Het omvat het grootste deel van het Troödosgebergte, inclusief verschillende kleinere beschermde gebieden.

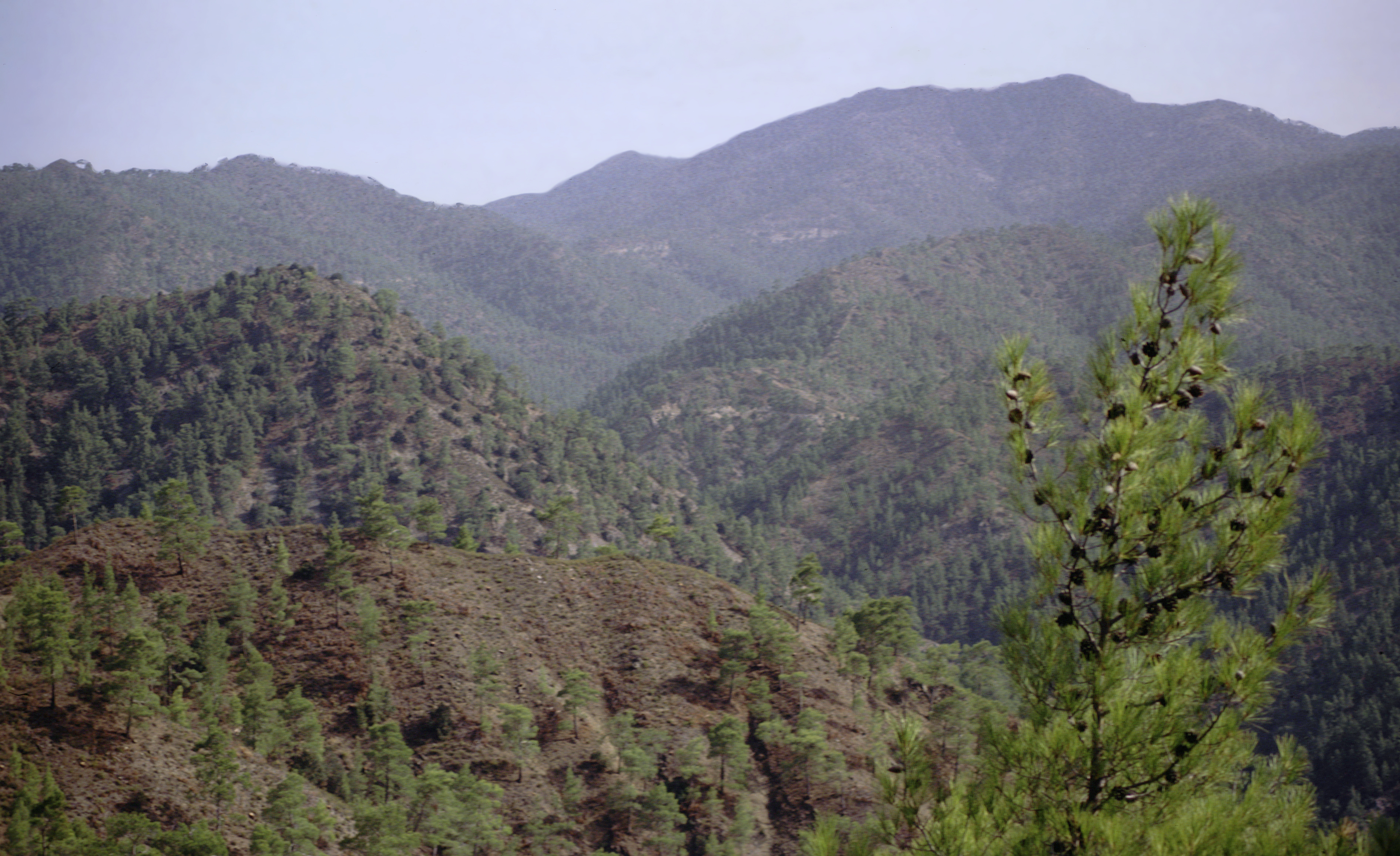
Troödosgebergte
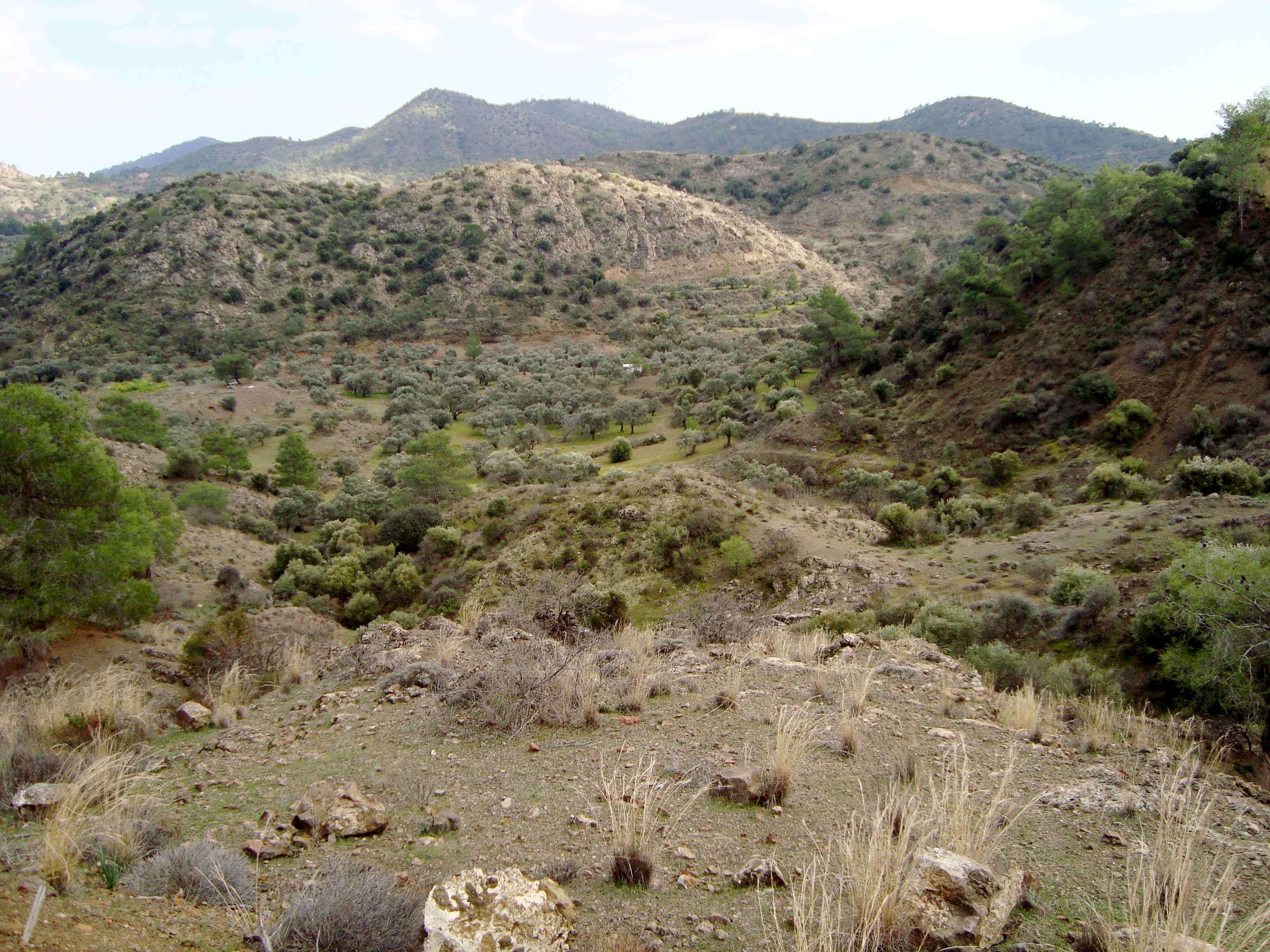
Troödosgebergte